# Juha Kankkunen
Pour les articles homonymes, voir Kankkunen.
Juha Kankkunen, né le 2 avril 1959 à Laukaa, près de Jyvaskyla, est un pilote de rallye finlandais.

## Biographie

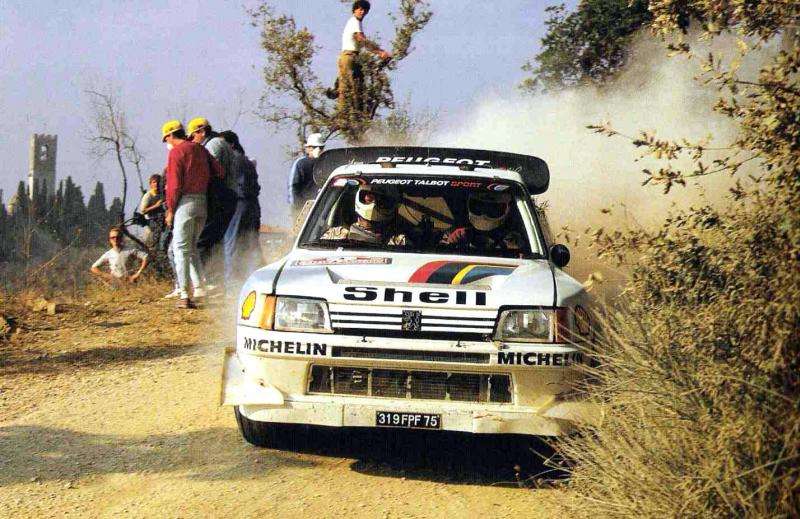
J.Kankkunen, Sanremo 1986.

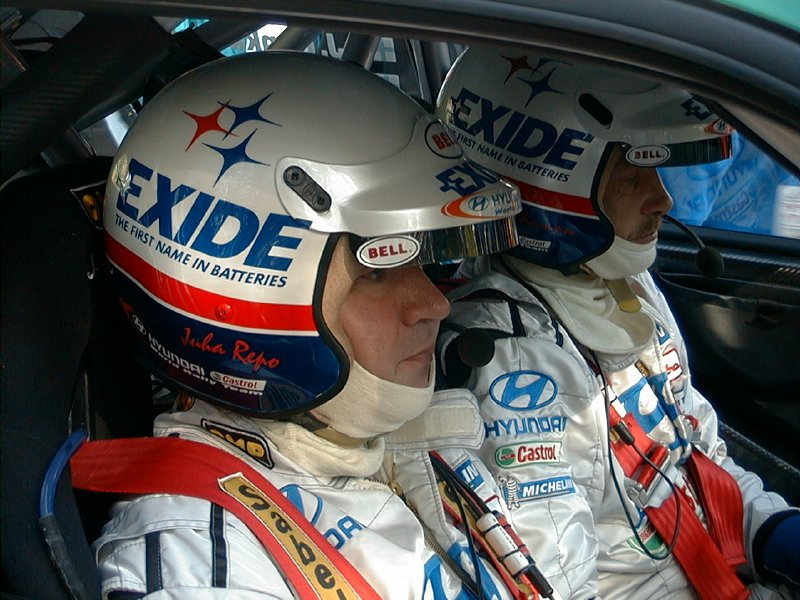
Juha Kankkunen (à droite), aux côtés de Juha Repo, lors du rallye de Finlande 2001

Son père, fermier, a également participé à des rallyes locaux dans sa jeunesse, et le tout jeune Juha débuta ainsi la conduite automobile sur ses propres terres familiales. Du fait du passage tout proche de l'itinéraire du rallye de Finlande, M. Kankkunen père devient un ami de Timo Makinen, ce dernier prodigant alors ses conseils à Juha. L'homme d'affaires Timo Jouhki, lui-même rallyman à ses moments perdus (et fils de Leo Jouhki, mécène d'Hannu Mikkola à ses débuts), aide financièrement Juha à son commencement en compétitions, très tôt de la sorte à l'étranger.
Kankkunen fait de la sorte ses classes en rallyes en 1978, et participe pour la première fois au niveau mondial un an plus tard lors du 1979, âgé à peine de vingt ans.
Il devient pilote officiel Toyota en 1983, et remporte ensuite sa première victoire mondiale au Safari Rally 1985.
En 1986, il est engagé par Peugeot, et remporte le titre mondial pour sa première saison complète en rallye mondial.
Il récidive l'année suivante, cette fois pour le compte de Lancia, en devenant le premier double champion du monde consécutivement de rallyes.
Il revient ensuite deux années chez Toyota, disputant et remportant en parallèle le rallye Paris-Dakar 1988 avec Peugeot, pour sa première participation.
En 1990, il revient deux ans chez Lancia, où il remporte son troisième titre en 1991, reprenant ainsi à lui seul le record de titres mondiaux.
En 1993, il revient une nouvelle fois chez Toyota et remporte son quatrième et dernier titre mondial, améliorant ainsi son record de titres, qui sera égalé en 1999 par Tommi Mäkinen et battu en 2008 par Sébastien Loeb. En 1995, il est en tête du championnat du monde à 3 manches de la fin de la saison lorsque l'équipe Toyota est disqualifiée et exclue du championnat du monde 1996 pour bride de turbo non conforme. L'année suivante, Kankkunen ne dispute que quelques manches mondiales sur des Toyota semi-officielles, terminant notamment 2e au rallye de Finlande.
En 1997, il arrive chez Ford en cours de saison, en remplacement d'Armin Schwarz. Il y reste l'année suivante, avant de signer chez Subaru pour deux ans, période durant laquelle il remporte ses deux dernières victoires mondiales, aux rallye d'Argentine et de Finlande 1999.
Remplacé par Petter Solberg chez Subaru en 2001, il trouve refuge chez Hyundai où il effectue ses deux dernières saisons, avec des résultats plutôt modestes.
En 2005 il dispute pour la seconde fois de sa carrière le rallye Dakar, désormais pour le compte de Volkswagen, mais il est contraint à l'abandon.
Juha Kankkunen s'occupe désormais de son école de pilotage en Finlande.
En 2010 à 51 ans, il fait son retour en Rallye à l'occasion du rallye de Finlande après 8 ans d'absence. Il se classe 8e de la course au volant d'une Ford Focus WRC.

## Palmarès

### Titres
| Saison | Titre                         | Voiture                          |
| ------ | ----------------------------- | -------------------------------- |
| 1986   | Champion du monde des rallyes | Peugeot 205 Turbo 16 Évolution 2 |
| 1987   | Champion du monde des rallyes | Lancia Delta HF 4WD              |
| 1991   | Champion du monde des rallyes | Lancia Delta HF Integrale 16v    |
| 1993   | Champion du monde des rallyes | Toyota Celica Turbo 4WD          |

### Victoires en rallye

#### Victoires en championnat d'Europe des rallyes
| # | Saison | Rallye                                    | Pays     | Copilote      | Voiture                    |
| - | ------ | ----------------------------------------- | -------- | ------------- | -------------------------- |
| 1 | 1987   | 10e Rally Costa Smeralda                  | Italie   | Juha Piironen | Lancia Delta HF 4WD        |
| 2 | 1991   | 14e Rally Costa Smeralda                  | Italie   | Juha Piironen | Lancia Delta Integrale 16v |
| 3 | 2001   | 14e Sata Rallye Açores                    | Portugal | Juha Repo     | Subaru Impreza WRC         |
| 4 | 2001   | 6e Rally International Prealpi Trevigiane | Italie   | Juha Repo     | -                          |
| 5 | 2003   | 8e Rally International Prealpi Trevigiane | Italie   | Juha Repo     | Toyota Corolla WRC         |

(N.B. : il termine aussi le Rallye des îles Canaries 2e en 2001 et 3e en 1997, toujours en ERC)

#### Victoires en championnat du monde des rallyes (WRC)

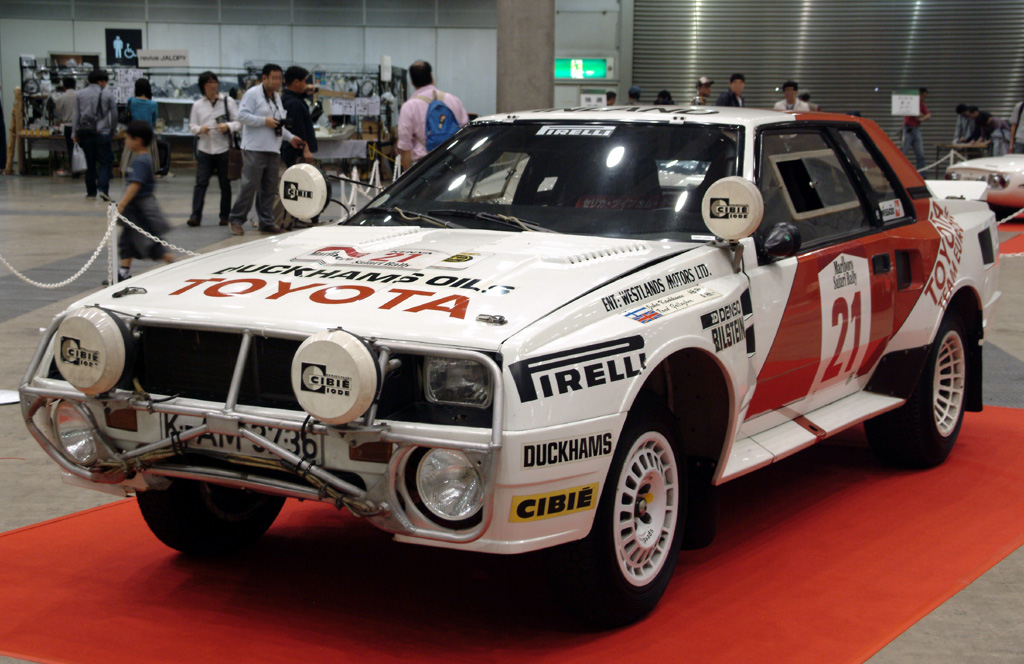
La Toyota Celica TCT (Twin Cam Turbo) Gr.B de J. Kankkunen, vainqueur 1985 du Safari Rally pour sa première épreuve de la saison;

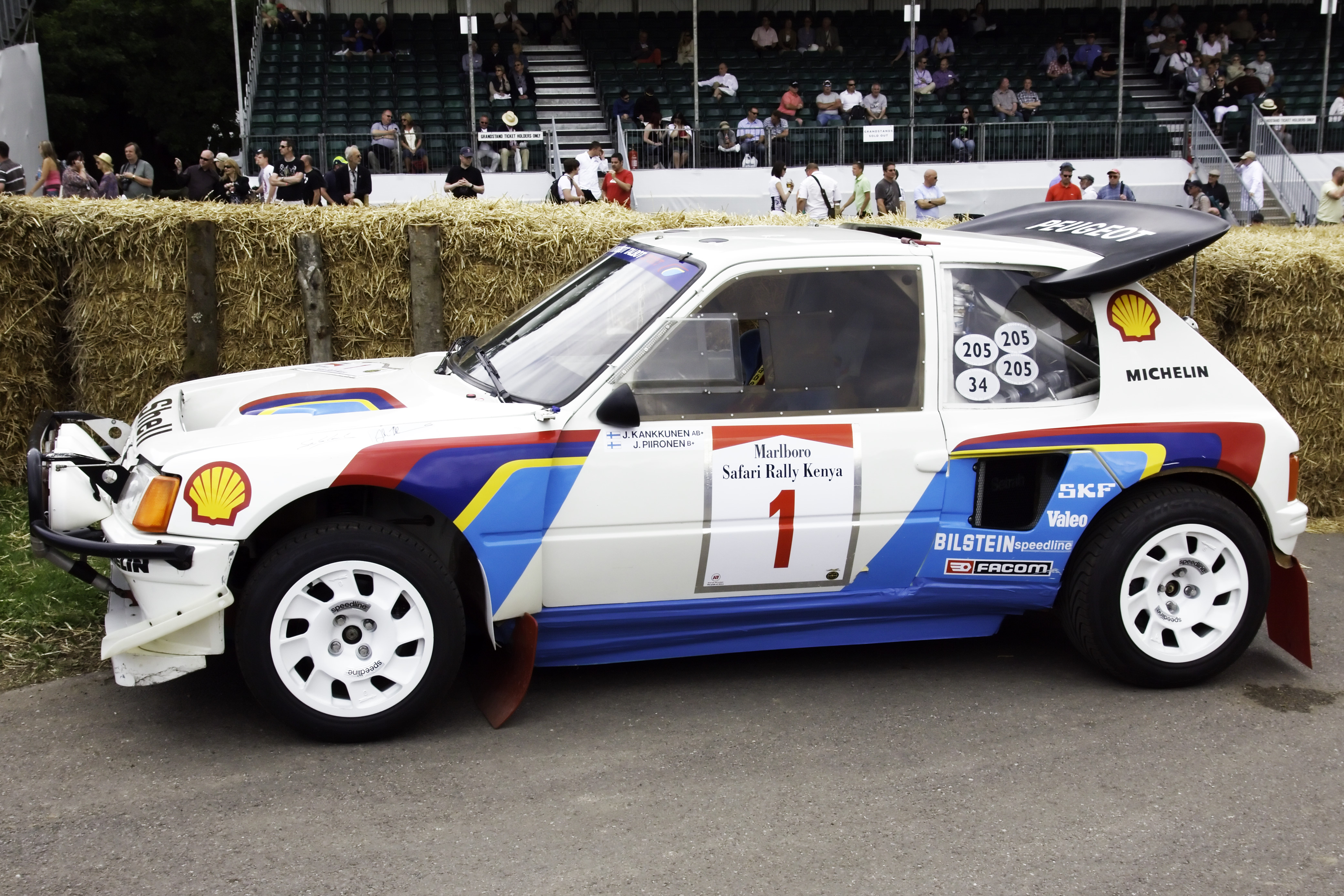
La Peugeot 205 T16 E2 de Kankkunen, 5e du Safari 1986.

| #  | Saison | Rallye                         | Pays             | Copilote       | Voiture                          |
| -- | ------ | ------------------------------ | ---------------- | -------------- | -------------------------------- |
| 1  | 1985   | 33e Rallye Safari              | Kenya            | Fred Gallagher | Toyota Celica Twincam Turbo      |
| 2  | 1985   | 17e Rallye de Côte d'Ivoire    | Côte d'Ivoire    | Fred Gallagher | Toyota Celica Twincam Turbo      |
| 3  | 1986   | 36e Rallye de Suède            | Suède            | Juha Piironen  | Peugeot 205 Turbo 16 Évolution 2 |
| 4  | 1986   | 33e Rallye de l'Acropole       | Grèce            | Juha Piironen  | Peugeot 205 Turbo 16 Évolution 2 |
| 5  | 1986   | 16e Rallye de Nouvelle-Zélande | Nouvelle-Zélande | Juha Piironen  | Peugeot 205 Turbo 16 Évolution 2 |
| 6  | 1987   | 22e Rallye Olympus 1987        | États-Unis       | Juha Piironen  | Lancia Delta HF 4WD              |
| 7  | 1987   | 43e Rallye de Grande-Bretagne  | Royaume-Uni      | Juha Piironen  | Lancia Delta HF 4WD              |
| 8  | 1989   | 2e Rallye d'Australie          | Australie        | Juha Piironen  | Toyota Celica GT-4 (ST165)       |
| 9  | 1990   | 3e Rallye d'Australie          | Australie        | Juha Piironen  | Lancia Delta HF Integrale 16v    |
| 10 | 1991   | 39e Rallye Safari              | Kenya            | Juha Piironen  | Lancia Delta HF Integrale 16v    |
| 11 | 1991   | 38e Rallye de l'Acropole       | Grèce            | Juha Piironen  | Lancia Delta HF Integrale 16v    |
| 12 | 1991   | 41e Rallye des 1000 lacs       | Finlande         | Juha Piironen  | Lancia Delta HF Integrale 16v    |
| 13 | 1991   | 4e Rallye d'Australie          | Australie        | Juha Piironen  | Lancia Delta HF Integrale 16v    |
| 14 | 1991   | 47e Rallye de Grande-Bretagne  | Royaume-Uni      | Juha Piironen  | Lancia Delta HF Integrale 16v    |
| 15 | 1992   | 26e Rallye du Portugal         | Portugal         | Juha Piironen  | Lancia Delta HF Integrale        |
| 16 | 1993   | 41e Rallye Safari              | Kenya            | Juha Piironen  | Toyota Celica Turbo 4WD (ST185)  |
| 17 | 1993   | 13e Rallye d'Argentine         | Argentine        | Nicky Grist    | Toyota Celica Turbo 4WD (ST185)  |
| 18 | 1993   | 43e Rallye des 1000 lacs       | Finlande         | Denis Giraudet | Toyota Celica Turbo 4WD (ST185)  |
| 19 | 1993   | 6e Rallye d'Australie          | Australie        | Nicky Grist    | Toyota Celica Turbo 4WD (ST185)  |
| 20 | 1993   | 49e Rallye de Grande-Bretagne  | Royaume-Uni      | Nicky Grist    | Toyota Celica Turbo 4WD (ST185)  |
| 21 | 1994   | 28e Rallye du Portugal         | Portugal         | Nicky Grist    | Toyota Celica Turbo 4WD (ST185)  |
| 22 | 1999   | 19e Rallye d'Argentine         | Argentine        | Juha Repo      | Subaru Impreza WRC 99            |
| 23 | 1999   | 49e Rallye de Finlande         | Finlande         | Juha Repo      | Subaru Impreza WRC 99            |

#### Autres podiums en championnat du monde des rallyes (52)
- 2e du rallye de Finlande, en 1986, 1992, 1996 et 1997;
- 2e du rallye de l'Olympe, en 1986;
- 2e du rallye Monte-Carlo, en 1987, 1994, 1998 et 1999;
- 2e du rallye de Grèce, en 1987, 1990 et 1997;
- 2e du rallye Safary, en 1990, 1992, 1998 et 2000;
- 2e du rallye Sanremo, en 1990 et 1992;
- 2e du rallye de Nouvelle-Zélande, en 1991 et 1994;
- 2e du rallye Catalunya-Costa Brava, en 1991 et 1992;
- 2e du rallye de l'Acropole, en 1992;
- 2e du rallye d'Australie, en 1992;
- 2e du rallye de Suède, en 1993;
- 2e du rallye d'Australie, en 1994;
- 2e du rallye du Portugal, en 1995;
- 2e du rallye d'Indonésie, en 1997;
- 3e du rallye de Grande-Bretagne, en 1986, 1989, 1992, 1994, 1997, 1998 et 1999;
- 3e du rallye de Suède, en 1987 et 1998;
- 3e du tour de Corse, en 1989;
- 3e du rallye du Portugal, en 1990;
- 3e du rallye Monte-Carlo, en 1992, 1995 et 2000;
- 3e du rallye Catalunya-Costa Brava, en 1993;
- 3e du rallye de l'Acropole, en 1994, 1998 et 2000;
- 3e du rallye de Nouvelle-Zélande, en 1995, 1997 et 1999
- 3e du rallye d'Australie, en 1995;
- 3e du rallye d'Indonésie, en 1996;
- 3e du rallye d'Argentine, en 1998;
- 3e du rallye de Finlande, en 1998;

(nb: il a obtenu un total de 10 podiums au RAC Rally (record), et de 8 en Finlande ainsi qu'en en Grèce)

#### Résultats en championnat du monde des rallyes
| Saison | Équipe        | Départs | Victoires | Podiums | Abandons | Points | Classement final |
| ------ | ------------- | ------- | --------- | ------- | -------- | ------ | ---------------- |
| 1979   | Privé         | 1       | 0         | 0       | 0        | 0      | -                |
| 1982   | Privé         | 2       | 0         | 0       | 2        | 0      | -                |
| 1983   | Privé, Toyota | 3       | 0         | 0       | 1        | 10     | 19e              |
| 1984   | Privé, Toyota | 4       | 0         | 0       | 3        | 8      | 27e              |
| 1985   | Privé, Toyota | 5       | 2         | 2       | 2        | 48     | 5e               |
| 1986   | Peugeot       | 10      | 3         | 6       | 2        | 118    | Champion         |
| 1987   | Lancia        | 7       | 2         | 5       | 0        | 100    | Champion         |
| 1988   | Privé, Toyota | 6       | 0         | 0       | 5        | 8      | 38e              |
| 1989   | Toyota        | 8       | 1         | 3       | 3        | 60     | 3e               |
| 1990   | Lancia        | 9       | 1         | 5       | 3        | 85     | 3e               |
| 1991   | Lancia        | 11      | 5         | 7       | 1        | 158    | Champion         |
| 1992   | Lancia        | 9       | 1         | 9       | 0        | 134    | 2e               |
| 1993   | Toyota        | 10      | 5         | 7       | 1        | 143    | Champion         |
| 1994   | Toyota        | 10      | 1         | 5       | 2        | 93     | 3e               |
| 1995   | Toyota        | 7       | 0         | 4       | 1        | 62     | Dq.              |
| 1996   | Privé         | 3       | 0         | 2       | 0        | 37     | 7e               |
| 1997   | Ford          | 8       | 0         | 5       | 2        | 29     | 4e               |
| 1998   | Ford          | 13      | 0         | 7       | 2        | 39     | 4e               |
| 1999   | Subaru        | 13      | 2         | 5       | 4        | 44     | 4e               |
| 2000   | Subaru        | 12      | 0         | 3       | 4        | 20     | 8e               |
| 2001   | Hyundai       | 1       | 0         | 0       | 1        | 0      | -                |
| 2002   | Hyundai       | 9       | 0         | 0       | 4        | 2      | 14e              |
| 2010   | Privé         | 1       | 0         | 0       | 0        | 4      | 17e              |
| Total  |               | 162     | 23        | 75      | 43       | 1140   | 4 titres         |

#### Records détenus en championnat du monde des rallyes
- Champion avec le plus de constructeurs différents : 3 (Peugeot, Lancia et Toyota);
- Victoire avec différents copilotes : 5;
- Écart entre deux victoires (en nombre de départs) : 44  du rallye du Portugal 1994, au rallye Argentina 1999;

#### Victoires en championnat d'Italie
- Rallye préalpin de Trevigiane: 2001 et 2003;

#### Autres victoires en rallyes
Portugal:
- Rallye du centenaire de l'Automobile Club du Portugal (ACP): 2003 (Portugal);
- Rallye du Portugal "Historic": 2010;

Italie
- Prealpi Master Show (ronde): 2006 et 2010;

#### Race of Champions
- Vainqueur de la Course des Champions en 1988 (1re édition, Autodrome de Linas-Montlhéry) et 1991 (4e, Madrid)

#### Rallye Dakar
- Vainqueur du 10e Rallye Dakar en 1988 (avec Juha Piironen).

#### Autres records
- 2007: record de vitesse sur glace (parcours de 2 × 16 km), à 321,650 kilomètres à l'heure, sur Bentley Continental GT cabriolet -radarisée- équipée de Pirelli (en mer Baltique sur portion gelée);
- 2011 (15 fev.): nouveau record de vitesse sur glace, à 330,695 kilomètres par heure, sur Bentley Continental GT Supersports cabriolet -radarisée- avec parachute de freinage, de plus de 600 CV cette fois, toujours sur Pirelli et toujours en mer Baltique gelée.

## Distinctions
- Autosport's International Rally Driver Annual Award 1986, 1987 et 1993;
- Sportif finlandais de l'année en 1993.

## Galerie photos

les voitures de Juha Kankkunen
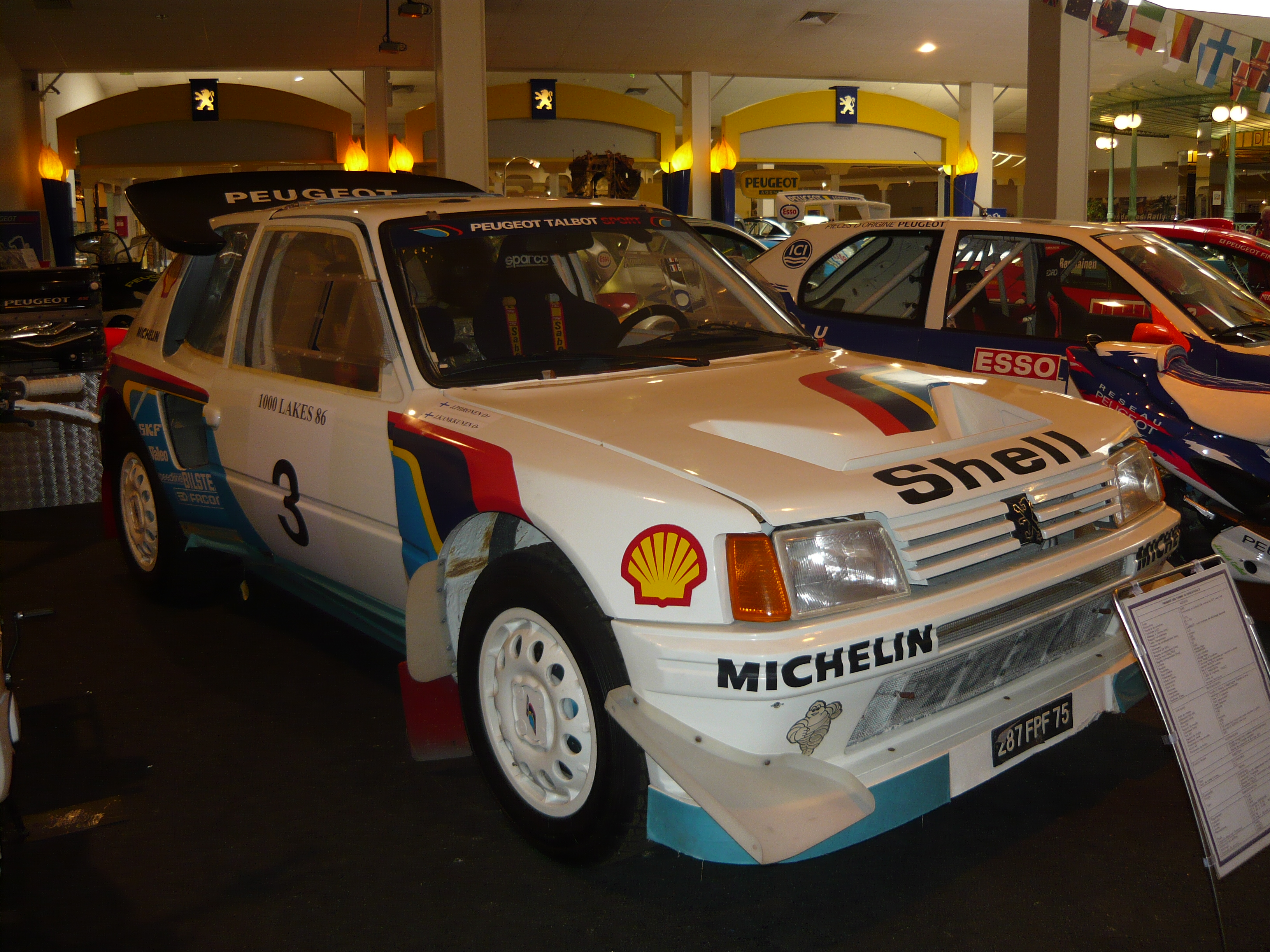
La Peugeot205T16 de 1986
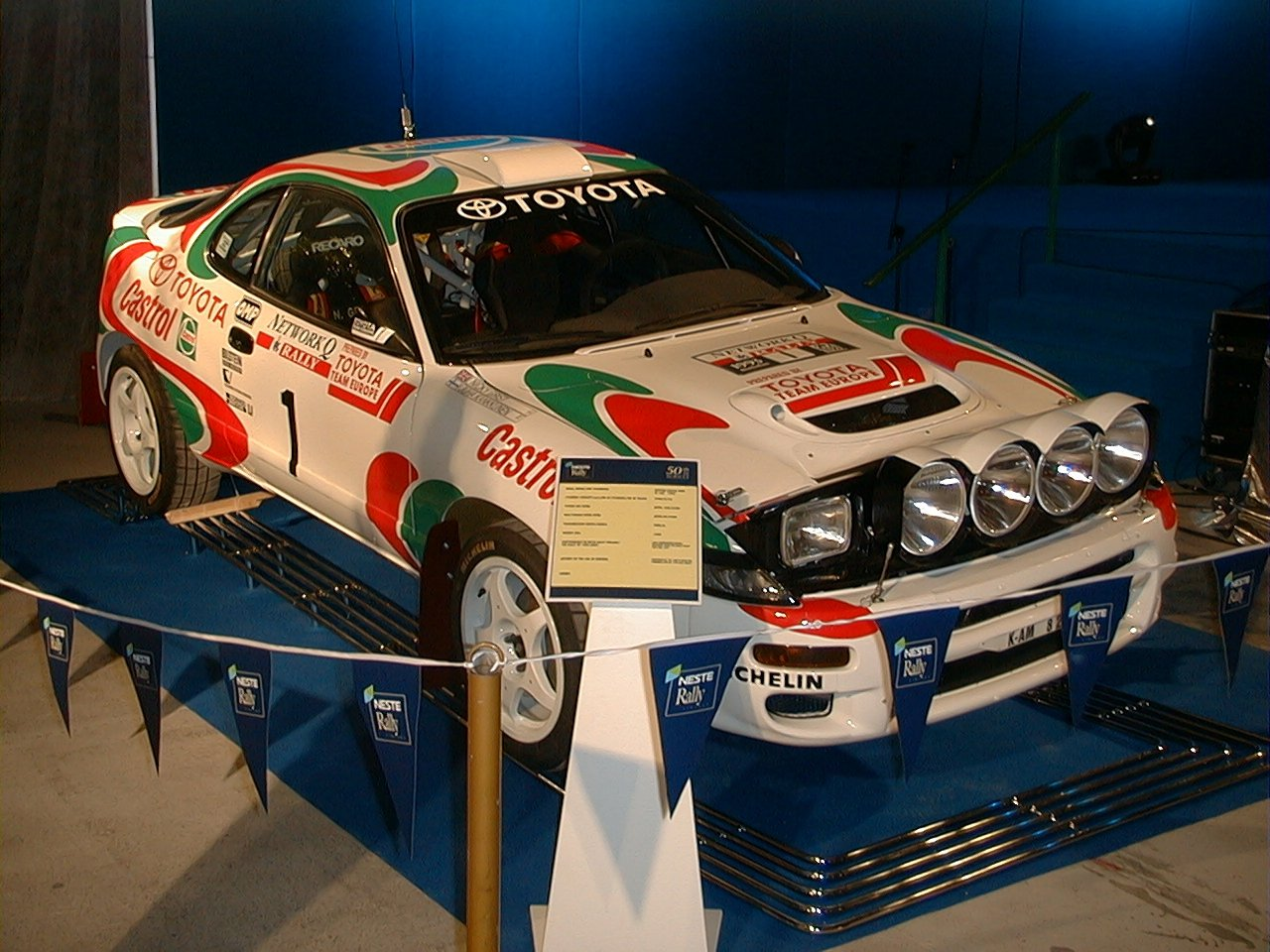
La Toyota Celica Turbo 4WD de 1993
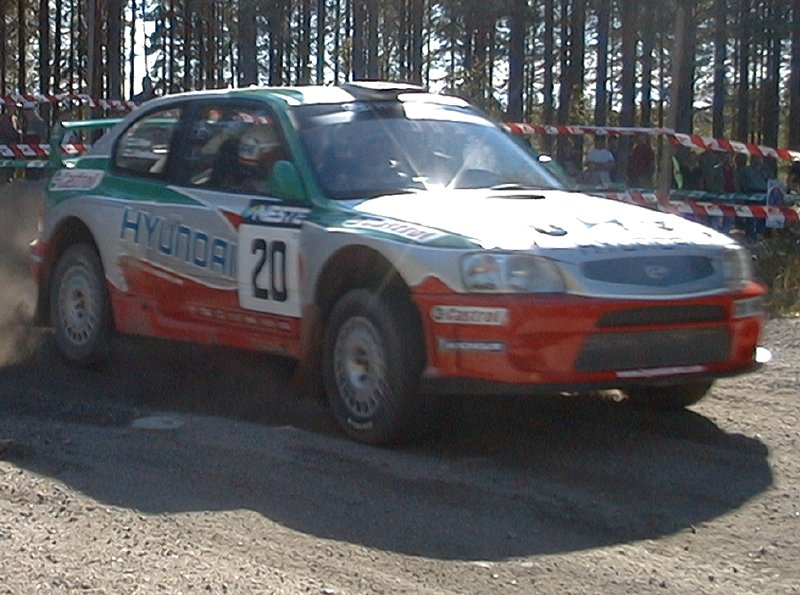
La Hyundai Accent WRC de 2001
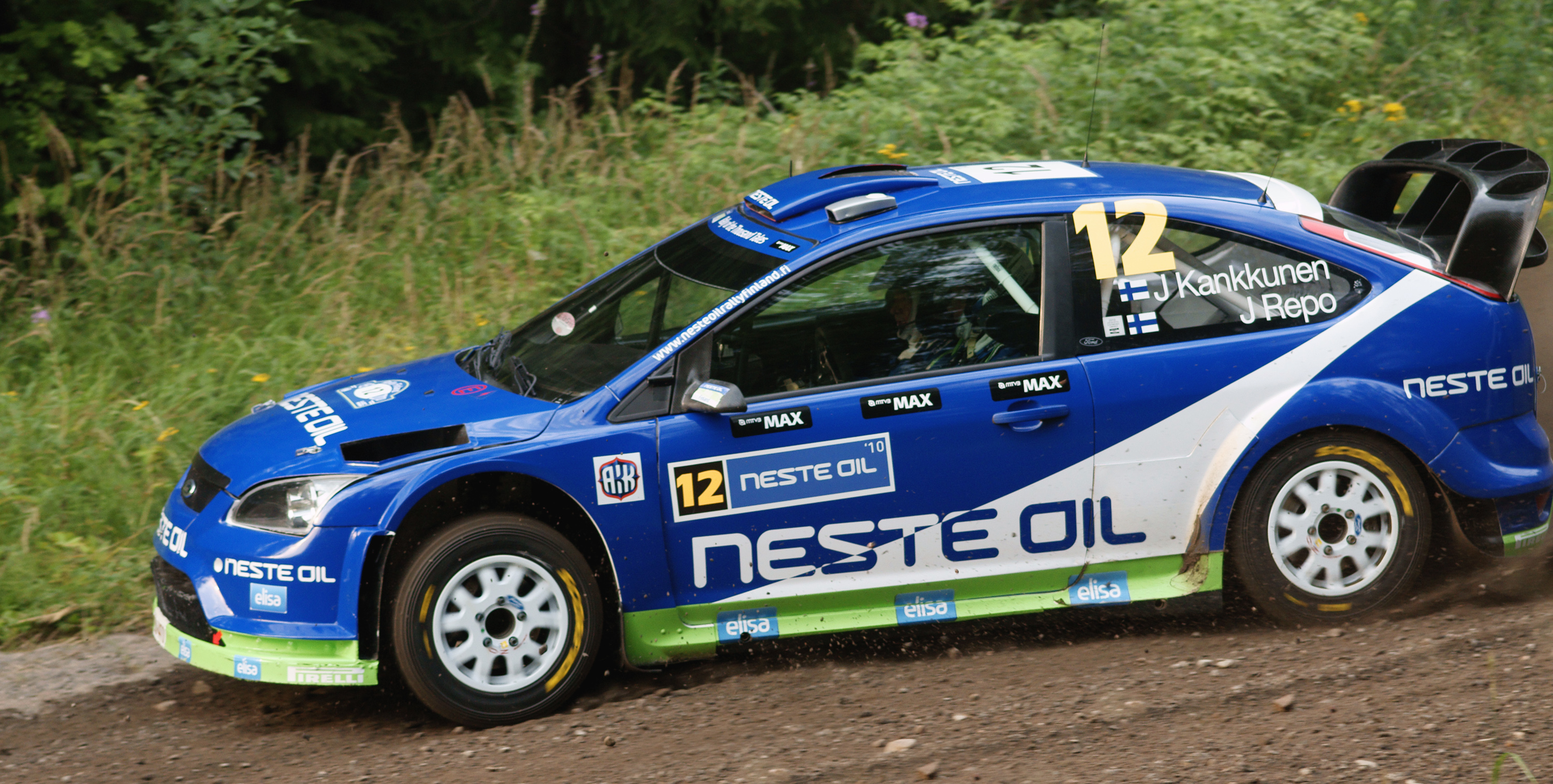
Sur une Ford focus lors du rallye de Finlande 2010